# Nesocore coccinea
Nesocore coccinea är en insektsart som beskrevs av Frederick Arthur Godfrey Muir 1913. Nesocore coccinea ingår i släktet Nesocore och familjen Derbidae. Inga underarter finns listade i Catalogue of Life.